# Tramlijn 4 (Île-de-France)
Lijn 4 van de tram van Île-de-France, vaker ook wel T4 genoemd, is een Tram-Train-lijn geëxploiteerd door de SNCF die op 20 november 2006 is geopend tussen Aulnay-sous-Bois en Bondy in het departement Seine-Saint-Denis in de regio Île-de-France. De lijn is 7,9 kilometer lang.
-
De lijn loopt over de zogenaamde 'Ligne des Coquetiers' die voor de opening van de tramdienst in zijn geheel verdubbeld is. De oorspronkelijke dienst werd gestaakt in december 2003 vanwege slechte prestaties, een laag aantal reizigers en verouderd materieel (BB 16500 + RIB). Besloten werd om de lijn in compleet nieuwe vorm terug te laten keren: een hybride vorm halverwege trein en tram in. Ze werd de eerste Franse lijn naar het tram-train concept en enige verlengingen zullen op trambanen worden aangelegd.

## Geschiedenis: Ligne des Cocquetiers

### Herkomst
De lijn is aangelegd op de plek van een aantal bospaden in het Forêt de Bondy, een groot bos op 15 kilometer van Parijs. De 7,9 kilometer lange spoorlijn op normaalspoor werd op 7 augustus 1875 geopend. Het initiatief voor de bouw werd genomen door een groep van industriëlen en grondbezitters, de markies van Aulnay-sous-Bois Dominique de Gourgues, burgemeester van Aulnay van 1866 tot 1893 en het bedrijf Schacher, Letellier et Cie, onder leiding van de ingenieur Louis-Xavier Gargan, die hout en gips won en verhandelde.
Op aanvraag van de industrie, die de eerste stap wilde zetten in de aanleg van spoorlijnen naar alle uithoeken van Frankrijk, gaf minister van Financiën Pierre Magne op 7 februari 1868 toestemming om de lijn aan te leggen. Na de Frans-Pruisische Oorlog is de lijn bij het wetsbesluit van 6 juni 1872 tot openbaar nut verklaard (DUP). Omdat de lijn rendabel werd beschouwd, werden er geen afspraken gemaakt over schuldverdeling.
De lijn dankt haar naam aan de Chemin des Coquetiers, een middeleeuws pad dat gebruikt werd door handelaren in eieren, melk, kaas en andere zuivelproducten die op weg waren naar de Faubourg Saint-Antoine. Het station Les Coquetiers ligt vrijwel op de plek van dat pad.

### Oorspronkelijke infrastructuur
De oorspronkelijk enkelsporige spoorlijn kende weinig kunstwerken. Het enige kunstwerk was de brug over het Canal de l'Ourcq in Rougemont - Chanteloup. Op de plek van deze brug stond eerst een brug die gebouwd was voor de hertog van Berry, maar die door de stad Parijs werd gesloopt in 1860. Zoals bij elke brug die in de periode vlak na de Frans-Pruisische Oorlog is gebouwd, eiste het leger dat de brug makkelijk op te blazen viel. Het P-ruisische leger had namelijk bewezen makkelijk bruggen over te kunnen steken omdat het Franse leger er niet in geslaagd was de bruggen op te blazen. Tijdens het begin van de Tweede Wereldoorlog is de brug ook opgeblazen, maar de schade was na vijf maanden weer hersteld.
De oorspronkelijk erg natte grond is verhard door de aanleg van spoordijken. De acht kilometer lange lijn telde in eerste instantie 15 spoorwegovergangen. Door het ontbreken van veel kunstwerken kon de lijn snel aangelegd worden, er zat drie jaar tussen verklaring van openbaar nut en de opening.
De lijn kende veel industriële aftakkingen, voor het transport van grondstoffen die in de regio gewonnen werden. Ook was er een aftakking voor de houtzagerij van medefinancier Xavier Gargan.

### Exploitatie door de Compagnie du chemin de fer de Bondy à Aulnay

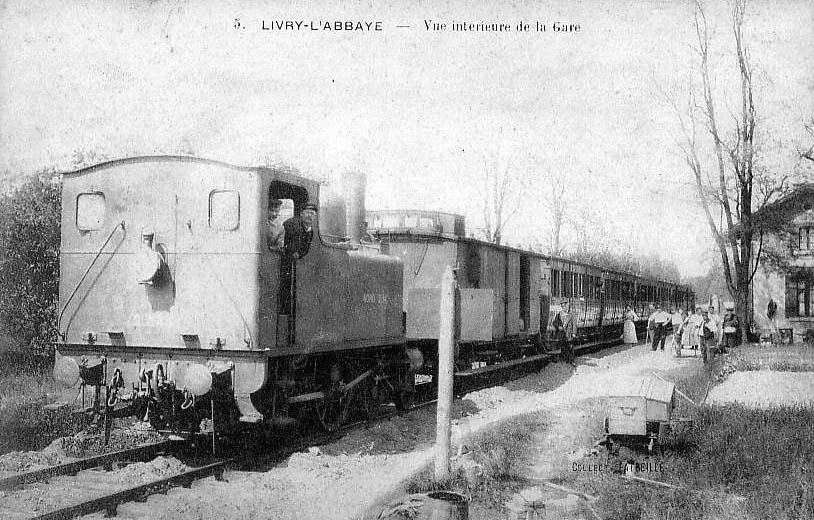
Een trein te l'Abbaye, ten tijde van de Compagnie du chemin de fer de Bondy à Aulnay

De lijn werd geopend voor reizigersvervoer op 1 april 1875, onder grote druk van de lokale bewoners die de lijn ook wilden gebruiken. De lijn telde in eerste instantie slechts drie tussenstations: Gargan, l'Abbaye en Le Raincy. Het laatste werd opgeëist door het dorp Le Raincy dat in 1869 gesticht werd vanwege de verkaveling van de grond rond het dorp.
In eerste instantie werd de lijn bereden door acht gemengde passagiers- en goederentreinen per dag per richting, met op zondag slechts twee treinen. Deze treinen werden door een en dezelfde locomotief getrokken, de Erstein, die een pendeldienst reed over de lijn.
Het reizigersmaterieel bestond uit drie rijtuigen met gedeelde eerste en tweede klas, die een lengte hadden van 8,91 meter en een capaciteit van 17 personen per klasse, en drie rijtuigen met derde klasse, die een lengte hadden van 8,05 meter en een capaciteit van 50 personen waarvan 10 in een vrouwencompartiment. Het goederenmaterieel bestaat uit vier gesloten wagons, twee bagagerijtuigen, vijf wagons met hoge zijkanten en achttien kiepwagens.
In 1876 ontstonden financiële problemen en in 1877 kende het bedrijf een negatief bedrijfsresultaat. De graaf van Gourgues verzocht de departementele raad van Seine-et-Oise om het bedrijf uit de financiële problemen te halen, het failliet te laten gaan of het over te laten nemen. Na een mislukte poging om de lijn deel uit te laten maken van de Grande ceinture van Parijs, wordt besloten om de exploitatie van de lijn over te laten nemen door de Compagnie des chemins de fer de l'Est. De Compagnie du chemin de fer de Bondy à Aulnay werd op 16 augustus 1860 failliet verklaard.

### Exploitatie door de Compagnie des chemins de fer de l'Est

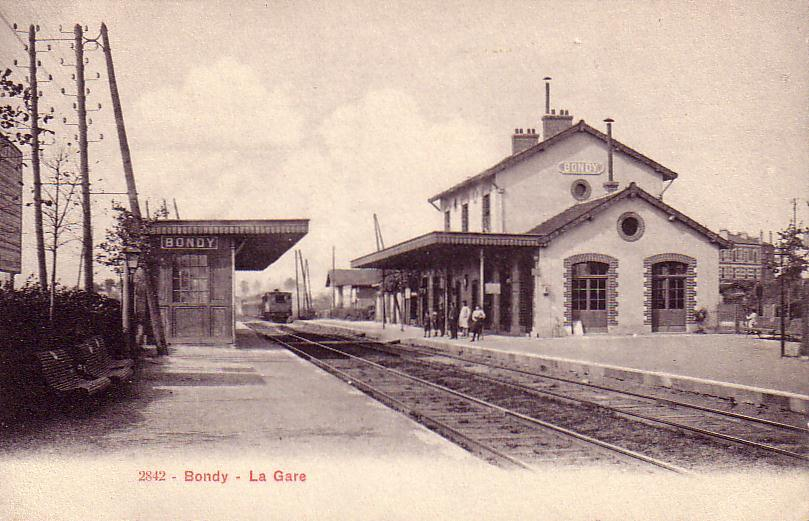
Station Bondy, 1900

De Compagnie des chemins de fer de l'Est nam op 12 augustus 1880 de tijdelijke exploitatie van de lijn over. Daartoe werd de Compagnie du chemin de fer de Bondy à Aulnay overgenomen, wat toegestaan werd met het wetsbesluit van 23 augustus 1880. De Compagnie de l'Est kreeg daardoor de taak om de lijn te onderhouden en de nodige investeringen te doen.
De Compagnie des chemins de fer de l'Est bereed de lijn in het begin met 12 gecombineerde personen- en goederentreinen per dag, en voerde in de eerste jaren grote werkzaamheden aan de sporen uit: het spoor werd vernieuwd en de naastgelegen voetpaden werden verhard. Ook werd besloten om het spoor tussen Bondy en Gargan te verdubbelen, en op dit stuk nieuwe stations te openen. De bijbehorende werkzaamheden waren in 1914 afgerond. Na de afronding van de werkzaamheden telde de lijn de volgende stations:
- Bondy
- Les Coquetiers
- Avenue Magne
- Allée de la Tour
- Allée du Rendez-vous
- Raincy-Pavillons
- Gargan-Livry
- Abbaye
- Aulnay-sous-Bois

Vanaf juli 1897 werd de lijn verbonden met de spoorlijn Parijs - Straatsburg, waardoor rechtstreekse treinen tussen het station Gare de l'Est, Gargan en Aulnay mogelijk werden. Besloten werd om treinen over de route Paris-Est - Bondy - Gargan - Aulnay-sous-Bois - Paris-Nord te laten rijden, naar de behoefte van de tienduizenden werknemers die in de regio kwamen wonen vanwege de verbeterde dienst op de lijn.
Door de verstedelijking die in de regio begon op te treden steeg het aantal reizigers explosief, van 43.000 passagiers in 1884 naar 320.000 in 1900.
Vanwege een toename in het aantal auto's werd de kruising van de N 3 met de spoorlijn in 1932 vervangen door een viaduct.

### Exploitatie door de SNCF
Op 1 januari 1938 werden vrijwel alle nationale spoorwegmaatschappijen in Frankrijk samengevoegd tot de SNCF, een naamloze vennootschap waarvan de staat 51% van de aandelen bezat. Ze nam de activa en het personeel van grote bedrijven over en exploiteert daarom sindsdien de lijn.
De Tweede Wereldoorlog leidde ertoe dat het voorstadsverkeer ernstig verstoord werd, mede door vorderingen van het bezettingsleger. Het treinverkeer op de lijn werd gestopt na een bombardement op Noisy-le-Sec in april 1944, dat ook het depot voor het materieel van de lijn trof. De treindienst werd niet hervat tot september 1944.
In 1950 exploiteerde de SNCF in de spits stoomtreinen tussen Paris-Est en Gargan, en dieseltreinstellen tussen Gargan en Aulnay-sous-Bois. In de daluren reed een pendeltreinstel tussen Bondy en Aulnay-sous-Bois.
Op 22 mei 1962 werd de sectie Bondy - Gargan geëlektrificeerd, met een spanning van 25 kV 50 Hz wisselspanning. De exploitatie werd geknipt: op het noordelijke deel reden dieseltreinstellen van het type X 3800, op het zuidelijke gedeelte reden RIB-treinstammen gekoppeld aan locomotieven type BB 16500 en BB 17000. De elektrificatie van het noordelijk gedeelte was voltooid op 14 september 1977; sindsdien rijden de elektrische treinen van de zuidelijke sectie ook op de noordelijke sectie. Sinds 1980 rijden de treinen van de spoorlijn weer door naar het Gare de l'Est in Parijs, uit kostenoverwegingen.
Door een intensivering van het autoverkeer werden de vele spoorwegovergangen op de lijn een probleem voor de doorstroming. Alhoewel de lijn oorspronkelijk in het platteland lag, is de lijn geleidelijk omgeven door veel gebouwen, waardoor hij nu in een dichte stedelijke omgeving ligt. De frequente sluiting van spoorwegovergangen veroorzaakt zoveel files, dat er soms een echte verlamming van het lokaal verkeer ontstaat. Er is over nagedacht om de lijn in een sleuf te leggen, maar hier is van afgezien vanwege de hoge kosten. Om de doorstroming op de lijn toch iets te verbeteren is het goederenverkeer op de lijn op 26 september 1993 gestaakt.
Bij het ontwerpen van de RER E werd besloten om de treinen op de lijn in te korten tot een pendeltrein Bondy - Aulnay-sous-Bois, om ruimte te houden op de hoofdlijn voor treinpaden naar Meaux. Dit had als gevolg dat het aantal reizigers op de lijn aanzienlijk daalde. In 1992 werd de lijn dagelijks door 16.500 passagiers gebruikt, in november 1999 (vijf maanden na de opening van de RER E) was dit gedaald tot 10.000.
In 1992 deed het Syndicat des transports parisiens (STP), de voorganger van de huidige ov-autoriteit in Île-de-France Syndicat des transports d'Île-de-France (STIF), voorstellen om de lijn te verbeteren. Zij zag drie opties:
- De aanleg van een tram op gereserveerde rijstroken, met een bijbehorend PVR, met trams van 2,20 m tot 2,65 m breed, waarbij de overwegen zouden worden vervangen door kruispunten. Dit project zou 100 miljoen euro kosten, en zou verlengingen naar het winkelcentrum Parinor en de Citroën-fabriek in Aulnay en naar Noisy-le-Sec en Val de Fontenay in het zuiden mogelijk maken
- De aanleg van een Tram-train, hetgeen goedkoper zou zijn doordat een groot deel van de huidige apparatuur niet vervangen zou hoeven worden, en aansluitingen met andere spoorlijnen mogelijk zouden blijven. Dit plan is in grote lijnen ook uitgevoerd
- De aanleg van een aansluiting op de spoorlijn naar luchthaven Parijs-Charles de Gaulle in het noorden en de Grande ceinture van Parijs in het zuiden, om zo de Parijse luchthavens beter te verbinden. Dit project is vervangen door de LGV Interconnexion Est

### Tramdienst

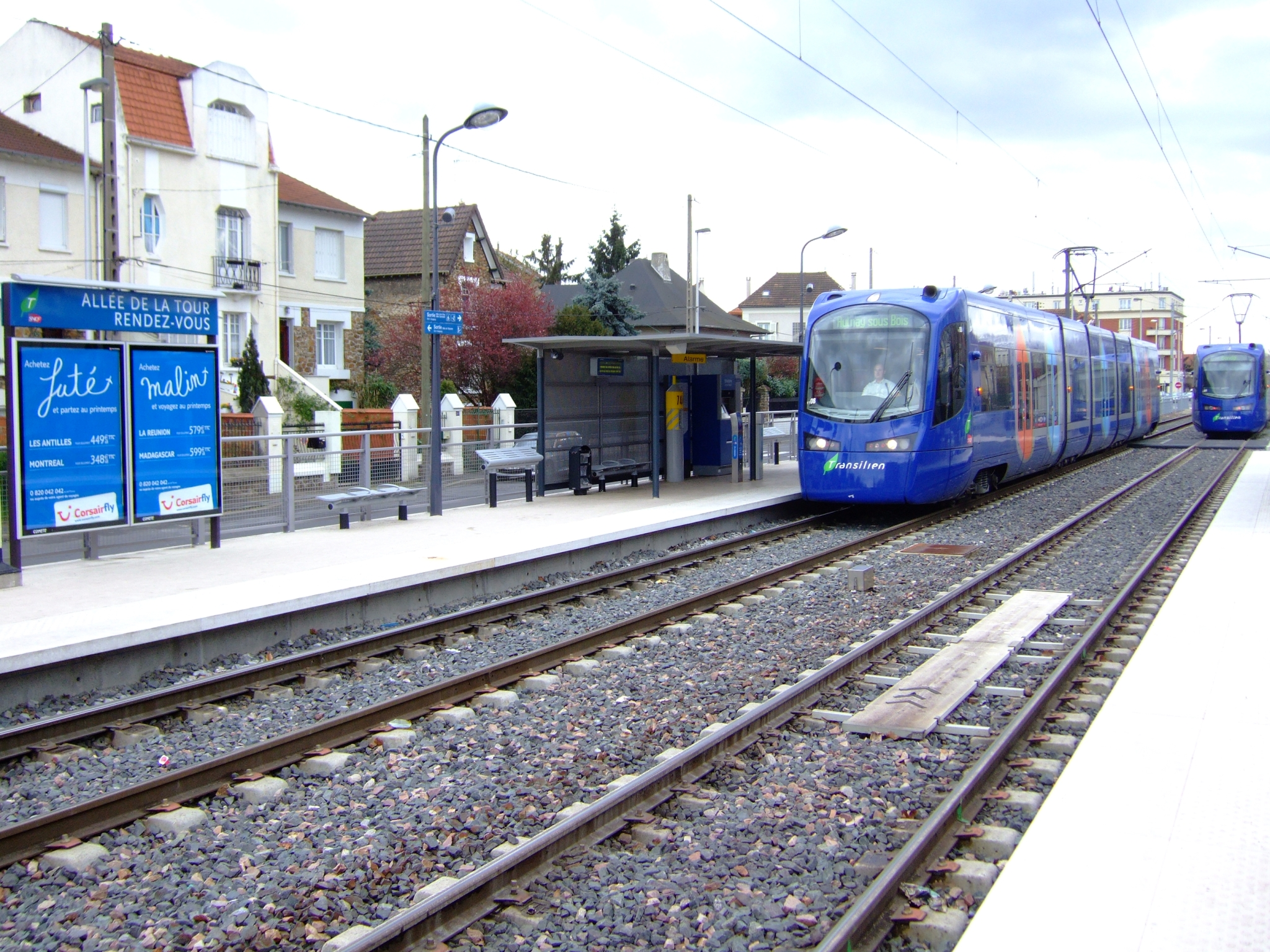
De T4 bij halte Allee de la Tour, in villemomble

Men besloot om de sporen geschikt te maken voor trams en zo dus de eerste tram-trein route in Frankrijk te creëren. De renovatie zou 52,7 miljoen euro kosten, de aanschaf van vijftien Avanto-trams 68 miljoen euro.
Reeds in juni 2004, zes maanden na de staking van de treindienst, begon de restauratie. Alle sporen van de lijn werden weggehaald en daarna opnieuw aangelegd, de bovenleiding werd vervangen, de perrons van de stations werden gesloopt en opnieuw aangelegd en de lijn werd verdubbeld tussen Gargan en Aulnay-sous-Bois. Om de spoorverdubbeling mogelijk te maken werd de Rougemont-spoorbrug over het Canal de l'Ourcq verbreed. Ook werd in juni 2005 de brug over de RN3, vlak ten noorden van het station Gargan, gesloopt.
Zes maanden later, in januari 2006, werd een nieuwe brug op zijn plek getakeld, tijdens een nachtelijke operatie. Hiervoor moest de drukbereden RN3 afgesloten worden. In de zomer van 2006 werden een voor een de nieuwe trams afgeleverd, waarna testritten gedaan konden worden. Op 20 november 2006 kon de lijn heropend worden.
De huidige route is 7,9 km lang, heeft 11 haltes en verbindt zes plaatsen. De maximumsnelheid is 70 km/h, maar in stedelijke gebieden is de snelheid beperkt tot 50 km/h, op kruispunten zelfs tot 30 km/h. De reistijd tussen de beide eindpunten bedraagt 19 minuten. Te Bondy is er een aansluiting op de RER E, te Aulnay-sous-Bois kan overgestapt worden op de RER B.
Na de opening van de lijn bleken enkele klachten te ontstaan. De meeste hiervan, zoals het te veel gebruiken van de tyfoon door de trambestuurders, zijn tegenwoordig verleden tijd. Aanhoudende klachten zijn een tekort aan fietsenstallingen bij de haltes, en het bestaan van drempels voor rolstoelgebruikers.
In december 2013 en januari 2014 deed zich een uitzonderlijke lange verstoring van de tramdienst voor op de lijn: door een probleem met de communicatiesystemen was er geen contact mogelijk tussen de trambestuurders en de verkeersleiding, tussen station Bondy en de halte Remise à Jorelles, en hierom werd het tramverkeer op de hele lijn stilgelegd. Na bijna een maand was het weer mogelijk om de tramdienst op te starten, echter niet met de gebruikelijke communicatiesystemen, maar met lichtgevende fakkels, voor noodgevallen. Een officiële verklaring voor de verstoring werd niet gegeven, maar reizigersverenigingen vermoeden dat de storingen in het communicatiesysteem veroorzaakt werden door het nieuw indienstgestelde 4G-netwerk van telecomaanbieder SFR.

## Bijzonderheden
In tegenstelling tot de andere Parijse tramlijnen wordt lijn 4 niet door de RATP geëxploiteerd, maar door de spoorwegmaatschappij SNCF. De trams rijden over treinrails en de in Noord-Frankrijk gebruikelijke spanning van 25 kV. Anderzijds wordt op de lijn rechts gereden, zoals gebruikelijk bij trams en in tegenstelling tot Franse treinen. Op de lijn is er een verkeersleiding en zijn er spoorseinen - zij het aangepast.

## Exploitatie
Voor de dienstregeling worden 15 trams type Avanto gebruikt die zijn gebouwd door de Duitse fabrikant Siemens. De trams zijn genummerd in de U 25500 serie, en worden gestald in Noisy-le-Sec. Overdag rijden de trams elke zes minuten. 's Avonds en op zondag ligt de frequentie lager, met gemiddeld een tram elke 9 minuten. In de late avonduren (na 10 uur) geld er een kwartiersdienstregeling.

## Toekomst

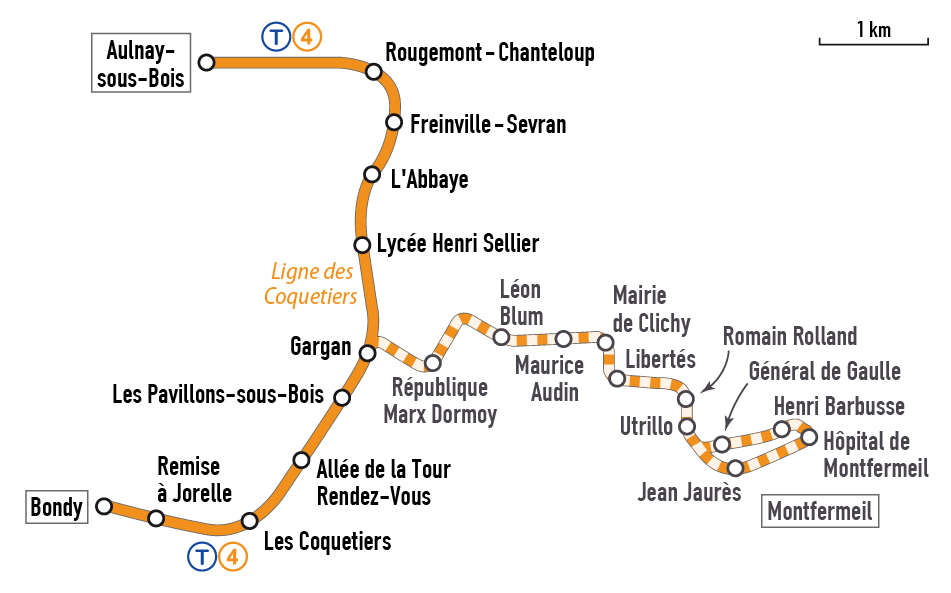

In de oorspronkelijke plannen zou de lijn 40.000 passagiers per dag moeten gaan trekken, maar deze doelstellingen zijn nog niet gehaald: er waren slechts 29.000 reizigers per dag in oktober 2007, 35.000 in 2013. Mede daarom zijn er plannen om de lijn door te trekken naar Clichy-Montfermeil. Deze verlenging zou in 2017 geopend moeten worden.

## Kaart

Overzicht van de lijn